# Rain (cantante)
Rain, pseudonimo di Jung Ji-hoon (정지훈?; Seosan, 25 giugno 1982), è un cantante e attore sudcoreano.
Considerando che la parola "rain" (in italiano pioggia) è differente nelle varie lingue, il cantante è conosciuto con diversi nomi. In Europa e negli Stati Uniti è conosciuto come Rain; in Corea come 비 (traslitterato Bi e pronunciato come la lettera P); in Giappone come ピ (pronunciato pi).

## Biografia e carriera
Appassionato di musica hip hop e R&B già da giovanissimo, entra a far parte di una boy band durante l'adolescenza dal nome Fanclub, che però viene presto sciolta. Rain quindi comincia a fare provini per varie etichette discografiche. Alla fine riesce ad ottenere un contratto con la JYP Entertainment con la quale registra il suo primo album Bad Guy che ottiene un buon successo. Contemporaneamente Rain entra a far parte del cast del telefilm Sang-doo-ya, hakgyo gaja!. Da lì a poco esce il suo secondo album How to Avoid the Sun ed un secondo ruolo da attore in Full House nel 2004, che a differenza di Bad Guy, viene trasmesso anche al di fuori della Corea.
Nel 2005 viene pubblicato il terzo cd di Rain It's Raining che ottiene un successo strepitoso e vende oltre un milione di copie in Asia, riuscendo ad arrivare al vertice delle classifiche in Corea, Giappone, Cina, Taiwan, Thailandia ed Indonesia, e diventando il più grande successo dell'artista. Dopo aver trionfato agli MTV Video Music Awards, Rain parte per un lungo tour, il RAINY DAY 2005 Tour che registra il tutto esaurito ad ogni tappa.
Nell'aprile 2006, Rain viene menzionato dalla rivista Time, che lo inserisce fra le "100 persone più influenti che hanno modellato il nostro mondo" ("Most Influential People Who Shape Our World"). Nel 2007 viene anche nominato da People nella lista delle "persone più belle del mondo" ("Most Beautiful People").
Nel 2005 il RAINY DAY Tour fa due tappe a New York, dove ottiene un positivo riscontro di pubblico. Diversi artisti appaiono come ospiti durante il concerto, fra cui JoJo, Omarion, e Diddy. Omarion e Rain hanno anche registrato un duetto insieme Man Up, apparso come bonus track nell'album di Omarion 21. Nel 2007, Rain è tornato ad esibirsi negli Stati Uniti a Los Angeles ed ha inoltre tenuto una data del concerto al Tokyo Dome, il più grande auditorium in Giappone, divenendo il primo artista coreano ad esservi esibito.
Nel 2008, proseguendo anche la sua carriera di attore cinematografico ha debuttato ad Hollywood nel film Speed Racer diretto dalle sorelle Wachowski.
A gennaio 2017, sposa in gran segreto l'attrice coreana Kim Tae-Hee con cui aveva una relazione fin dal 2012. Nello stesso anno nasce la loro prima figlia. Nel 2019 nasce la loro seconda figlia.

## Discografia

### Album

#### Album per il mercato coreano
- 2002 - Bad Guy #9 KOR[9]

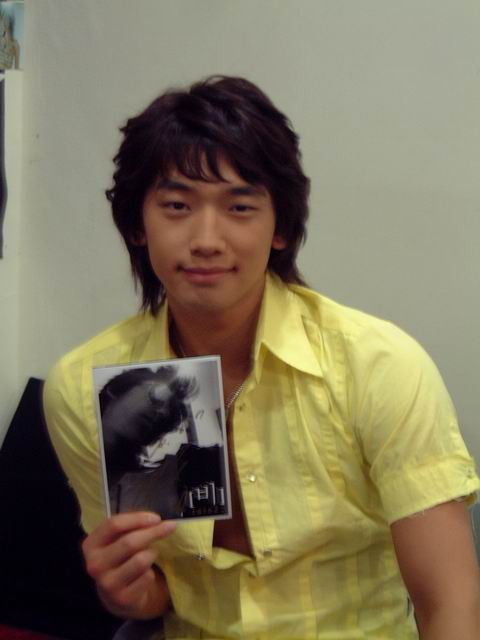
Rain durante una presentazione.

- 2003 - How to Avoid the Sun #6 KOR[10]
- 2004 - It's Raining #3 KOR[11] #15 JPN[12]
- 2006 - Eternal Rain
- 2006 - Rain's World #1 KOR[13]
- 2008 - Rainism
- 2008 - Rainism - Special Asian Edition
- 2010 - Back to the Basic
- 2014 - Rain Effect

### Album per il mercato giapponese
- 2006 - Early Works
- 2006 - Eternal Rain

### Singoli per il mercato coreano
- 2002 - Bad Guy (나쁜 남자)
- 2002 - Handshake (악수)
- 2002 - Instead of Saying Goodbye (안녕이란 말대신)
- 2003 - Ways to Avoid the Sun (태양을 피하는 방법)
- 2004 - It's Raining
- 2004 - I Do
- 2006 - Still Believe
- 2006 - I'm Coming
- 2006 - In My Bed
- 2007 - With U
- 2008 - Rainism
- 2008 - Love Story
- 2010 - Love Song (널 붙잡을 노래)
- 2010 - Hip Song
- 2011 - Busan Woman (부산 여자)
- 2014 - 30 Sexy
- 2014 - La Song
- 2014 - I Love You
- 2017 - The Best Present

- 2006 - Sad Tango
- 2006 - Free Way
- 2006 - Move On

### Singoli per il mercato cinese
- 2006 - Memory In My Hand

## Filmografia

### Televisione
- Orange – serie TV (2002)
- Sang-doo-ya, hakgyo gaja! – serie TV (2003)
- Full House – serie TV (2004)
- A Love To Kill – serie TV (2005)
- The Fugitive: Plan B – serie TV (2010)
- Naegen neomu sarangseureo-un geunyeo – serie TV (2014)
- Dor-a-wa-yo ajeossi (돌아와요 아저씨?) – serie TV (2016)
- Ghost Doctor (고스트 닥터?) – serie TV (2022)
- Under the Queen's Umbrella (슈룹?, SyurupLR) – serie TV (2022) – cameo

### Cinema
- I'm a Cyborg, But That's OK (Saibogujiman kwenchana) (2006)
- Speed Racer (2008)
- Ninja Assassin (2009)
- The Prince - Tempo di uccidere (The Prince), regia di Brian A Miller (2014)
- For Love Or Money (2014)